# Danh sách vùng khí hậu cận nhiệt đới
Danh sách các vùng có khí hậu cận nhiệt đới này liệt kê cụ thể các địa điểm được coi là thuộc vùng cận nhiệt đới. Cận nhiệt đới là các khu vực địa lý và vùng khí hậu nằm gần giữa đường chí tuyến đến vĩ tuyến 40 ở cả hai bán cầu. Các vùng khí hậu cận nhiệt đới có thể tồn tại ở vùng cao nguyên trong vùng nhiệt đới, chẳng hạn như trên Cao nguyên Mexico, Đà Lạt của Tây Nguyên Việt Nam và miền nam Đài Loan. Các khu vực này cũng có thể tồn tại ở phía trên vĩ tuyến 45 về phía cực do ảnh hưởng của dòng hải lưu đối với các bờ biển tây bắc của Châu Âu và Argentina.
Theo phân loại khí hậu Trewartha, vùng cận nhiệt đới có ít nhất 8 tháng trong năm có nhiệt độ trung bình bằng hoặc trên 10 °C (50 °F). Trong khi đó, theo phân loại khí hậu Köppen thì tháng ấm nhất của vùng cận nhiệt đới có nhiệt độ trên 22 °C (71,6 °F) và lạnh nhất trên 0 °C (32 °F) hoặc −3 °C (26,6 °F) tùy thuộc vào quan điểm. Theo cả hai cách phân loại, ít nhất một tháng phải trung bình dưới 18 °C (64,4 °F), nếu không khí hậu sẽ được coi là nhiệt đới.
Phần lớn các sa mạc trên thế giới nằm trong vùng cận nhiệt đới, do bị ảnh hưởng bởi đới áp cao cận nhiệt đới. Trong các khu vực gió mùa ẩm ở cận nhiệt đới, hàng năm mùa mưa diễn ra vào mùa hè. Ở khu vực khí hậu Địa Trung Hải, mùa mưa xảy ra vào mùa đông. Các khu vực giáp với các đại dương ấm áp dễ bị mưa lớn cục bộ từ các xoáy thuận nhiệt đới, có thể đóng góp một tỷ lệ đáng kể vào lượng mưa hàng năm. Các loại cây như chà là, cam, quýt, xoài, vải và bơ được trồng trong các vùng cận nhiệt đới.
Đây chưa phải là một danh sách đầy đủ và chưa phải cuối cùng, nhiều ngọn núi cao ở vĩ độ nhiệt đới cũng có khí hậu cận nhiệt đới.

## Châu Phi
^1 Theo phân loại khí hậu Trewartha.

^2 Nằm giữa vùng khí hậu nhiệt đới.

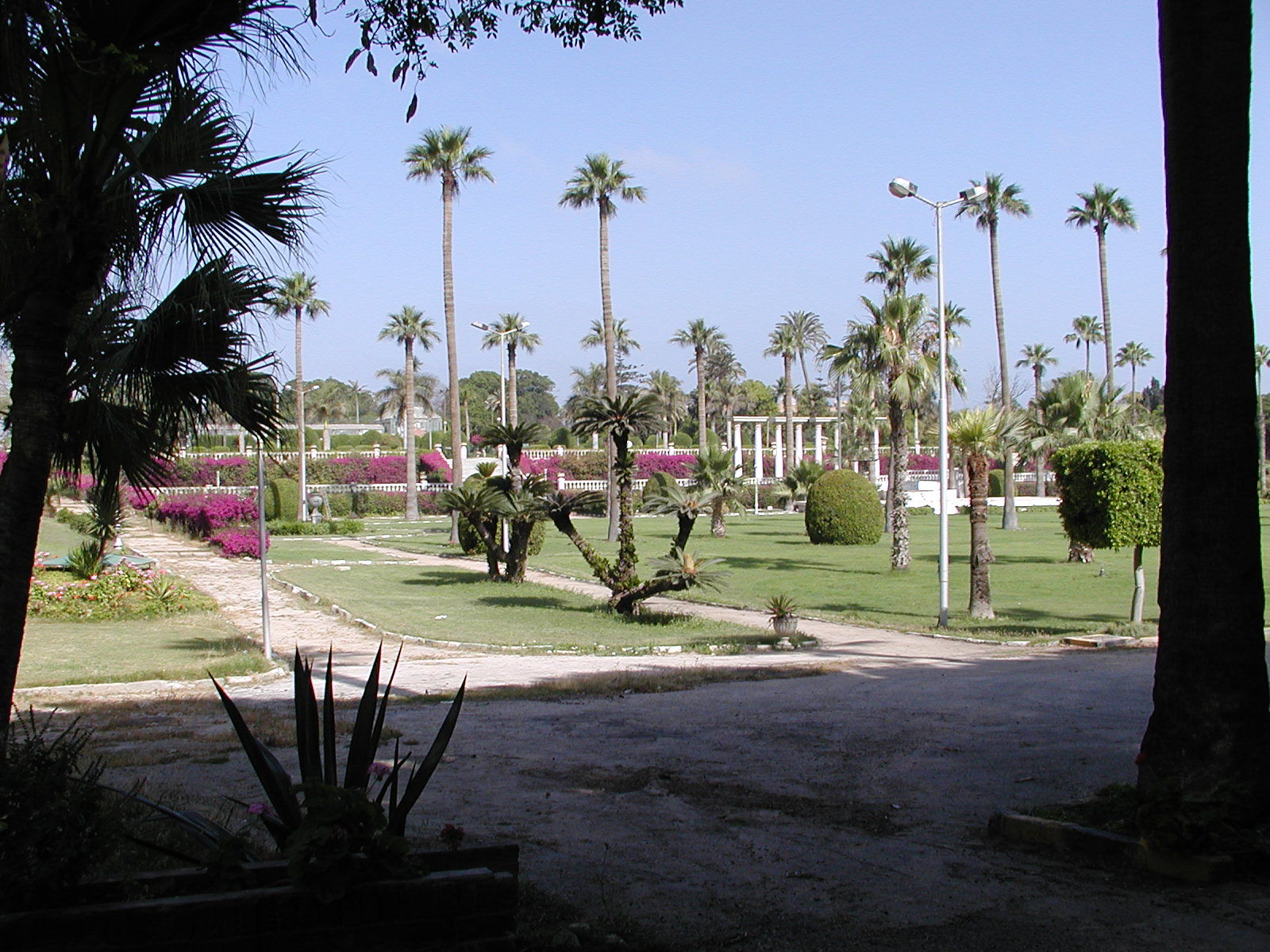
Vườn kiểu Pháp tại Alexandria, Ai Cập.

Trung tâm thương mại tại Nairobi, Kenya.

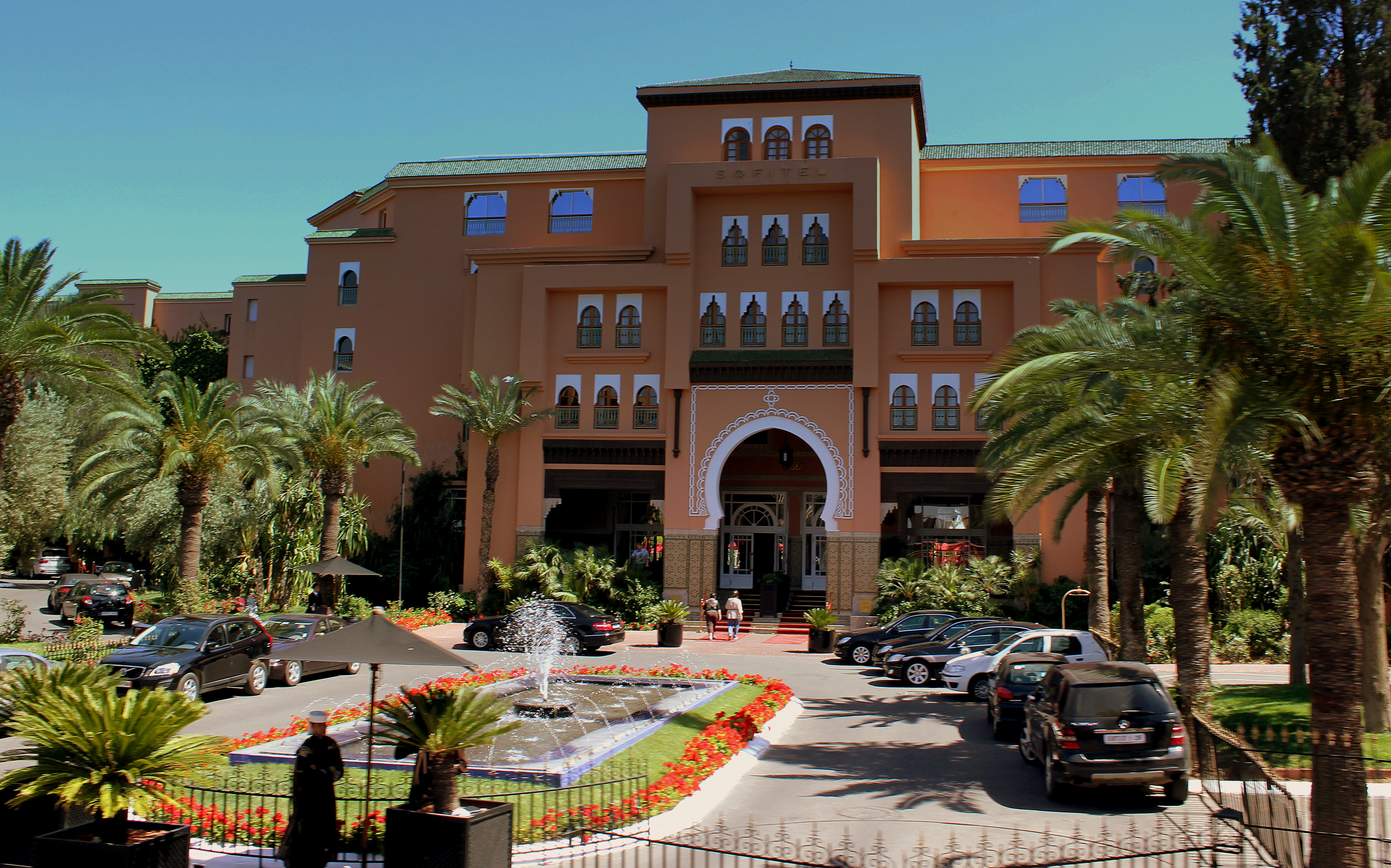
Khách sạn Sofitel, Marrakesh, Maroc.

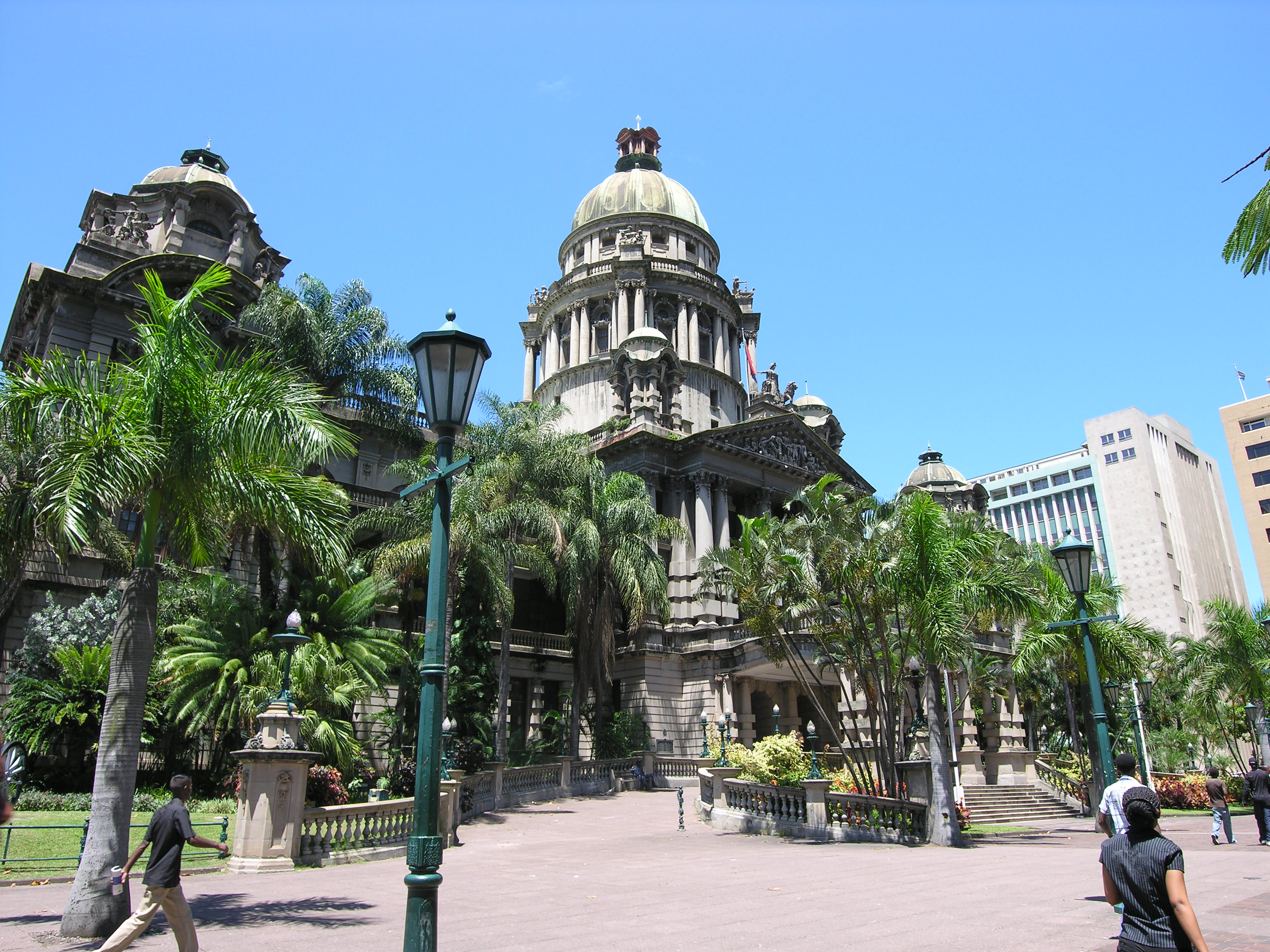
Toà thi chính tại Durban, Nam Phi

- Algeria: Algiers, Oran, Tamanrasset
- Angola: Cuíto1, Huambo1, Lubango1, Luena, Menongue , Moçâmedes
- Botswana: Francistown, Gaborone, Maun
- Cape Verde: Achada Furna1, Chã das Caldeiras1
- Chad: Tibesti Mountains
- Cộng hoà Dân chủ Congo: Kolwezi, Likasi, Lubumbashi
- Djibouti: Airolaf
- Ai Cập: Alexandria, Aswan, Cairo
- Eritrea: Asmara1
- Eswatini: Mbabane1
- Ethiopia: Addis Ababa1, Bahir Dar2, Jijiga1
- Kenya: Eldoret1, Nairobi1, Nakuru1
- Lesotho: Maseru1
- Libya: Al Jawf, Benghazi, Sabha, Tripoli
- Madagascar: Antananarivo1, Antsirabe1, Fianarantsoa1
- Malawi: Dedza1, Lilongwe
- Mali: Taoudenni2
- Mauritania: Zouérat
- Maroc: Casablanca, Essaouira1, Fez, Marrakesh, Meknes, Rabat, Tangier
- Mozambique: Lichinga1
- Namibia: Lüderitz1, Swakopmund1, Walvis Bay1, Windhoek
- Niger: Aïr Mountains
- São Tomé and Príncipe: Pico de São Tomé1
- Somalia: Erigavo1
- Somaliland: Hargeisa
- Phần lớn Nam Phi: bao gồm Bloemfontein, Cape Town1, Durban, Johannesburg1, Musina, Pietermaritzburg, Port Elizabeth1, and Pretoria.
- Nam Sudan: Imatong Mountains
- Sudan: Dongola
- Tanzania: Arusha1, Mbeya1,
- Tunisia: Medenine, Tunis
- Uganda: Kabale1
- Western Sahara: Laayoune
- Zambia: Lusaka, Ndola
- Zimbabwe: Bulawayo1, Harare1, Marondera1
- Các đảo của Liên minh châu Âu quanh bờ biển Bắc Đại Tây Dương phía tây bắc châu Phi:
  - Quần đảo Canaria, Tây Ban Nha: Las Palmas, Gran Canaria2; Fuerteventura; Lanzarote; San Cristóbal de La Laguna, Tenerife1; Santa Cruz de La Palma2, trung tâm El Hierro
  - Quần đảo Madeira, Bồ Đào Nha
- Ceuta, Melilla, và Plazas de soberanía, Tây Ban Nha.
- Pantelleria và đảo Pelagie, Ý
- Đảo Anh ở nam Đại Tây Dương:
  - Saint Helena: Longwood1
  - Quần đảo Tristan da Cunha1

## Châu Á
^1 Theo phân loại khí hậu Trewartha.

^2 Nằm giữa vùng khí hậu nhiệt đới.

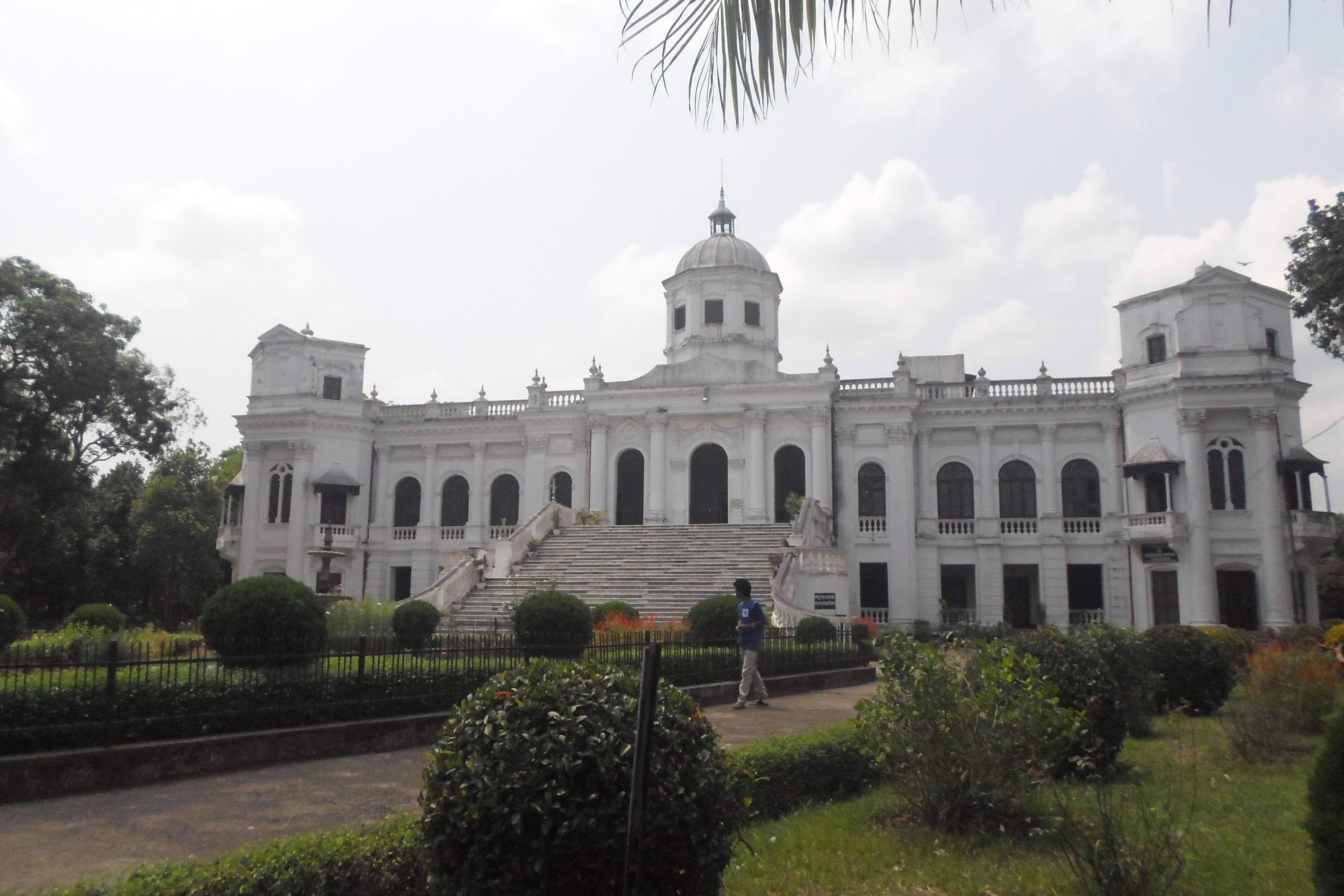
Tajhat Palace, Rangpur, Bangladesh

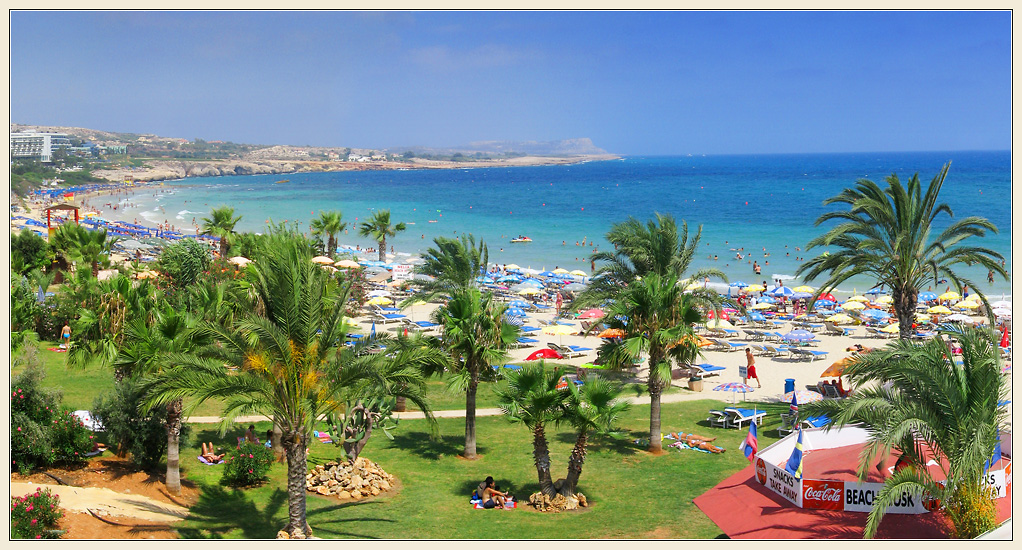
Ayia Napa, Cộng hòa Síp

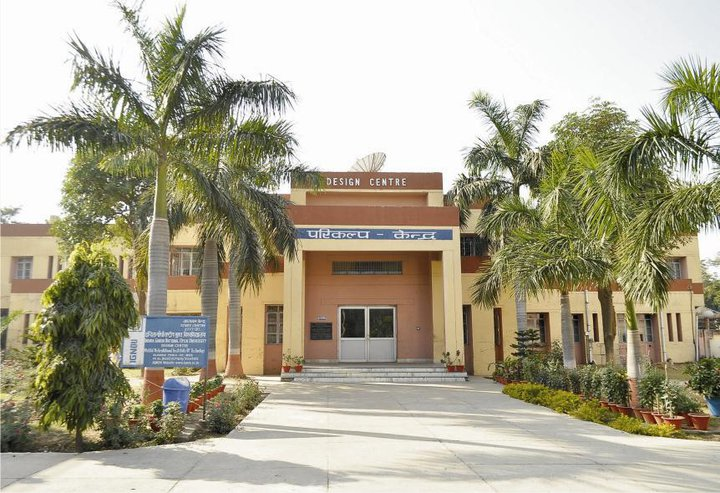
Học viện Công nghệ Quốc gia Motilal Nehru, Allahabad, Ấn Độ

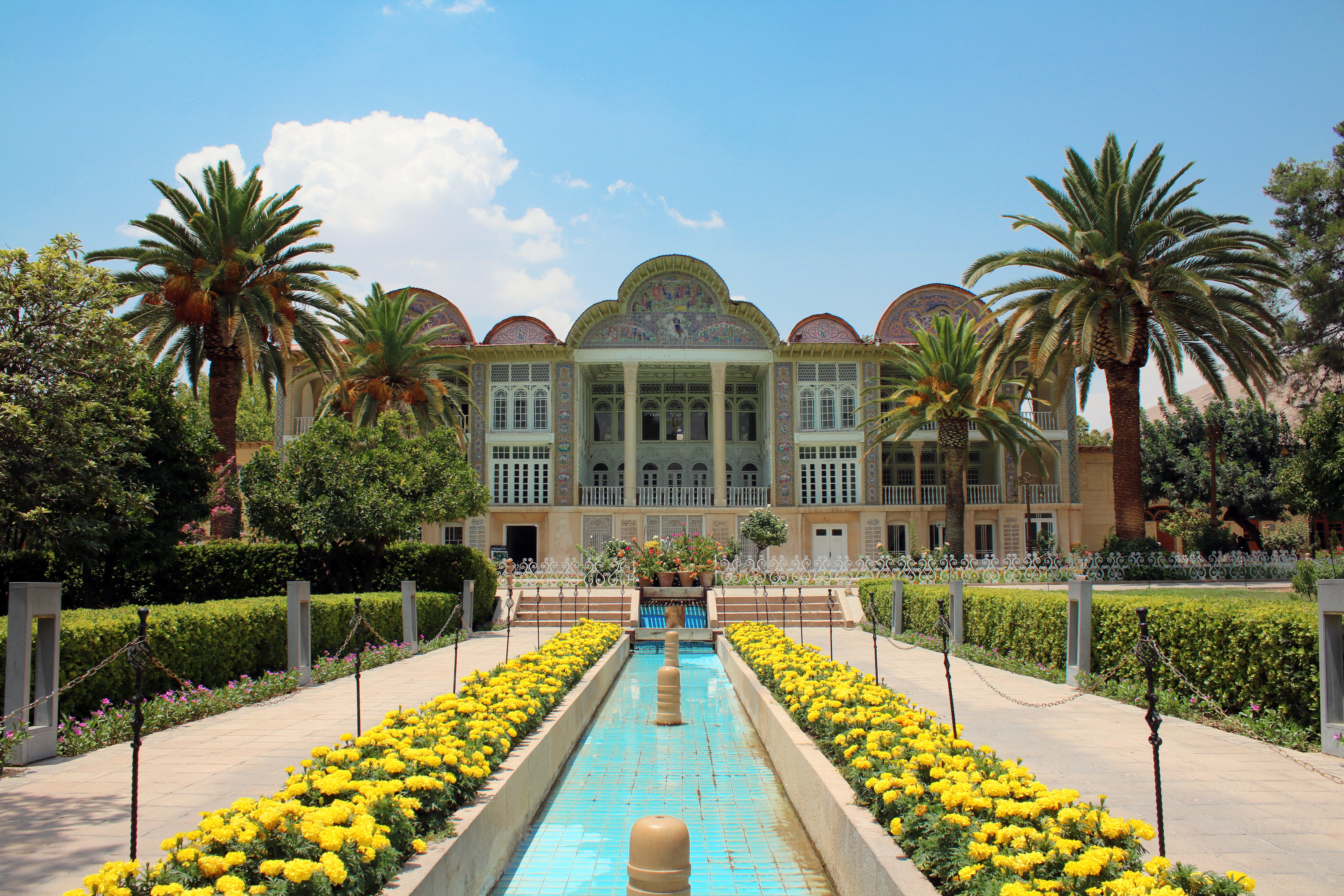
Vườn bách thảo Shiraz, Iran.

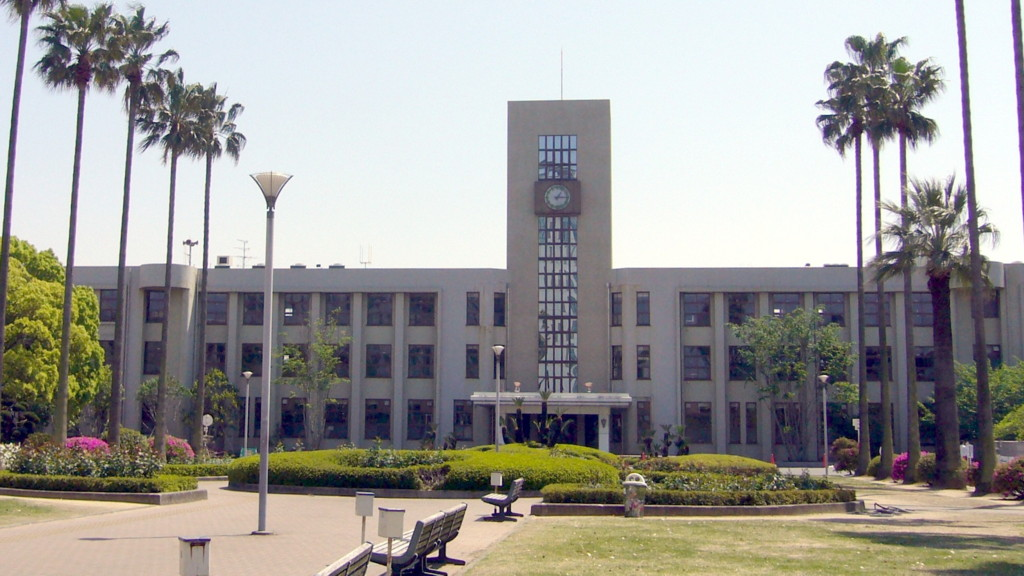
Đại học Osaka, Nhật Bản.

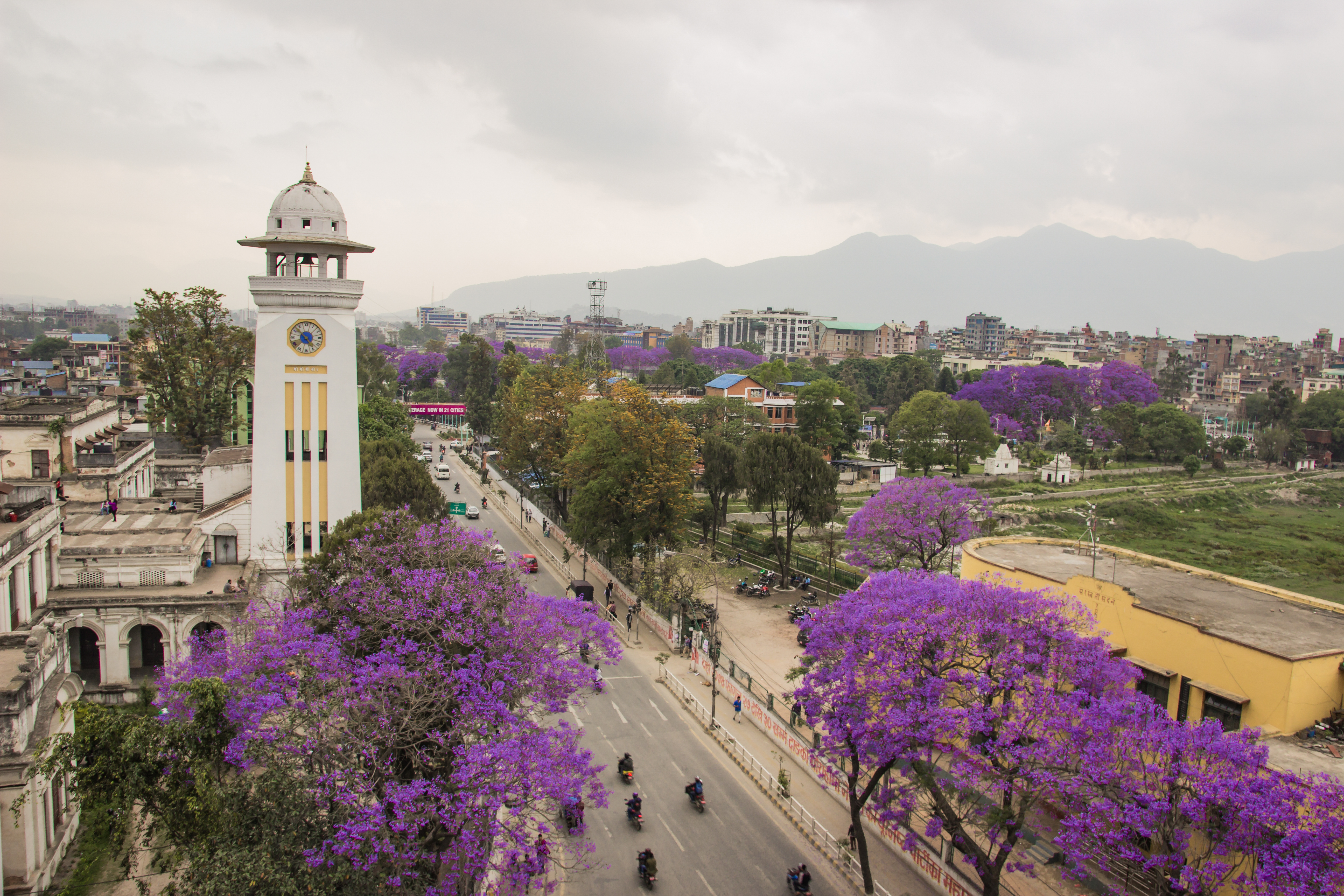
Tháp đồng hồ Ghantaghar và phượng tím, Kathmandu, Nepal

- Afghanistan: Herat, Jalalabad, Kandahar, Khost, Kunduz, Lashkargah, Mazar-i-Sharif
- Azerbaijan: Astara, Baku (bán cận nhiệt đới), Lankaran, Mingachevir (bán cận nhiệt đới), Şirvan
- Bahrain: Manama
- Bangladesh: Mymensingh, Rangpur City
- Bhutan: Thimphu1
- Brunei: Pagon Hill
- Campuchia: Cardamom Mountains
- China: Changsha, Chengdu, Chongqing, Dongguan, Fuzhou, Guangzhou, Guiyang, Haikou (phía nam Hainan là nhiệt đới), Hangzhou, Hefei, Hong Kong, Kunming, Ma Cao, Nanjing, Nanning, Shanghai, Shenzhen, Turpan1, Wuhan, Xiamen
- Cyprus: Ayia Napa , Nicosia
- Egypt: Sinai Peninsula
- Gruzia: Batumi, Kutaisi , Sukhumi (thủ đô của Abkhazia)
- Hy Lạp: Khios, quần đảo Dodekanisa, Lesbos
- Ấn Độ: Agartala, Agra, Aizawl, Allahabad, Amritsar, Bhopal2, Đồi Cardamom, Chandigarh, Dehradun, Delhi, Dhanbad2, Dimapur, Faridabad, Gangtok1, Ghaziabad, Guwahati, Imphal, Itanagar, Jaipur, Jammu, Kanpur, Kodaikanal1, Kohima1, Lucknow, Ludhiana, Meerut, Patna, Ranchi, Shillong1, Shimla1, và Varanasi.
- Iran: Ahvaz, Bandar Abbas2 , Birjand, Gorgan, Ilam, Isfahan, Kerman, Khorramabad, Rasht, Sari, Shiraz, Zahedan
- Iraq: Baghdad, Basra, Erbil, Mosul, Sulaymaniyah
- Israel: Eilat, Haifa, Jerusalem, Tel Aviv
- Nhật Bản: Quần đảo Bonin2, Fukuoka, Hiroshima, Izu Islands, Jōetsu, Kanazawa, Kumagaya, Matsuyama, Miyakojima2, Nagasaki, Nagoya, Naha, Nasushiobara (bán cận nhiệt đới), Niigata , Osaka, Sado (bán cận nhiệt đới) , Tokyo.
- Jordan: Amman, Petra
- Kuwait: Thành phố Kuwait
- Lào: Phongsali1
- Liban: Beirut, Tripoli
- Malaysia: Brinchang1
- Myanmar: Lashio, Myitkyina2, Putao Town, Tamu, Taunggyi
- Nepal: Kathmandu, Pokhara
- Bắc Đảo Síp: Bắc Nicosia
- Oman: Saiq
- Phần lớn Pakistan: (ngoại trừ bờ Biển Ả Rập là nhiệt đới) bao gồm Faisalabad, Hyderabad, Islamabad, Lahore, Mardan, Multan, Muzaffarabad, Peshawar, và Quetta.
- Palestinian territories: East Jerusalem, Gaza City, Nablus
- Philippines: Baguio1
- Qatar: Doha2
- Ả Rập Xê Út: Dammam, Dhahran, Jubail, Medina2, Riyadh, Tabuk
- Hàn Quốc: Busan, Changwon, Geoje, Jeju, Tongyeong, Ulsan (bán cận nhiệt đới) , Yeosu
- Sri Lanka: Nuwara Eliya1
- Syria: Aleppo, Damascus, Homs, Latakia
- Đài Loan: Chiayi, Taichung, Tainan, Taipei
- Thổ Nhĩ Kỳ: Adana, Antalya, Istanbul (bán cận nhiệt đới phía châu Âu), İzmir, Mersin, Samsun (bán cận nhiệt đới), Tekirdağ (phía châu Âu), Trabzon (bán cận nhiệt đới), Urfa
- Turkmenistan: Ashgabat, Balkanabat, Mary
- Các Tiểu vương quốc Ả Rập Thống nhất: Sharjah
- Uzbekistan: Termez
- Việt Nam: Đà Lạt1, Hải Phòng, Hà Nội
- Yemen: Hajjah, Kawkaban, Sana1

## Châu Mỹ
^1 Theo phân loại khí hậu Trewartha.

^2 Bán cận nhiệt đới.

^3 Bán cận nhiệt đới, theo phân loại khí hậu Trewartha.

^4 Nằm giữa vùng khí hậu nhiệt đới.

Tuyết rơi tại Cerro El Pital, El Salvador

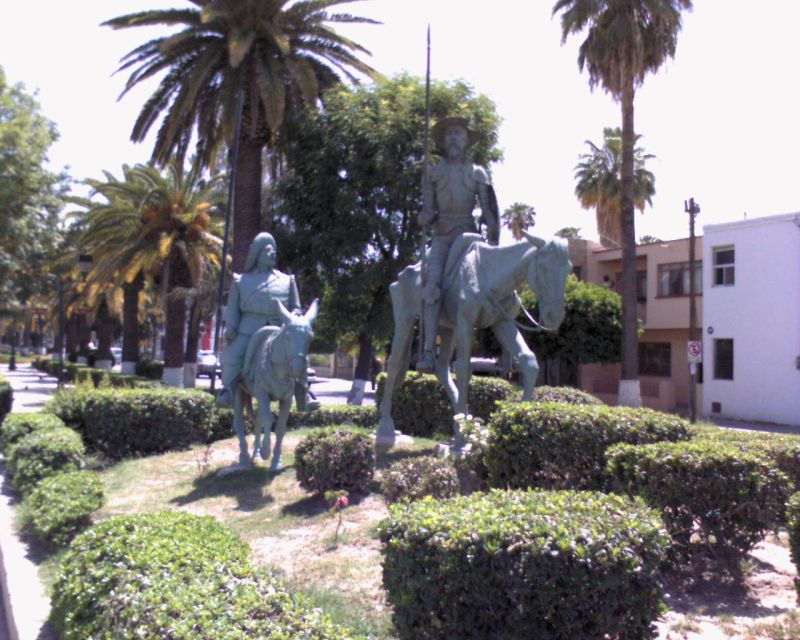
Tượng Don Quixote, Torreón, Mexico

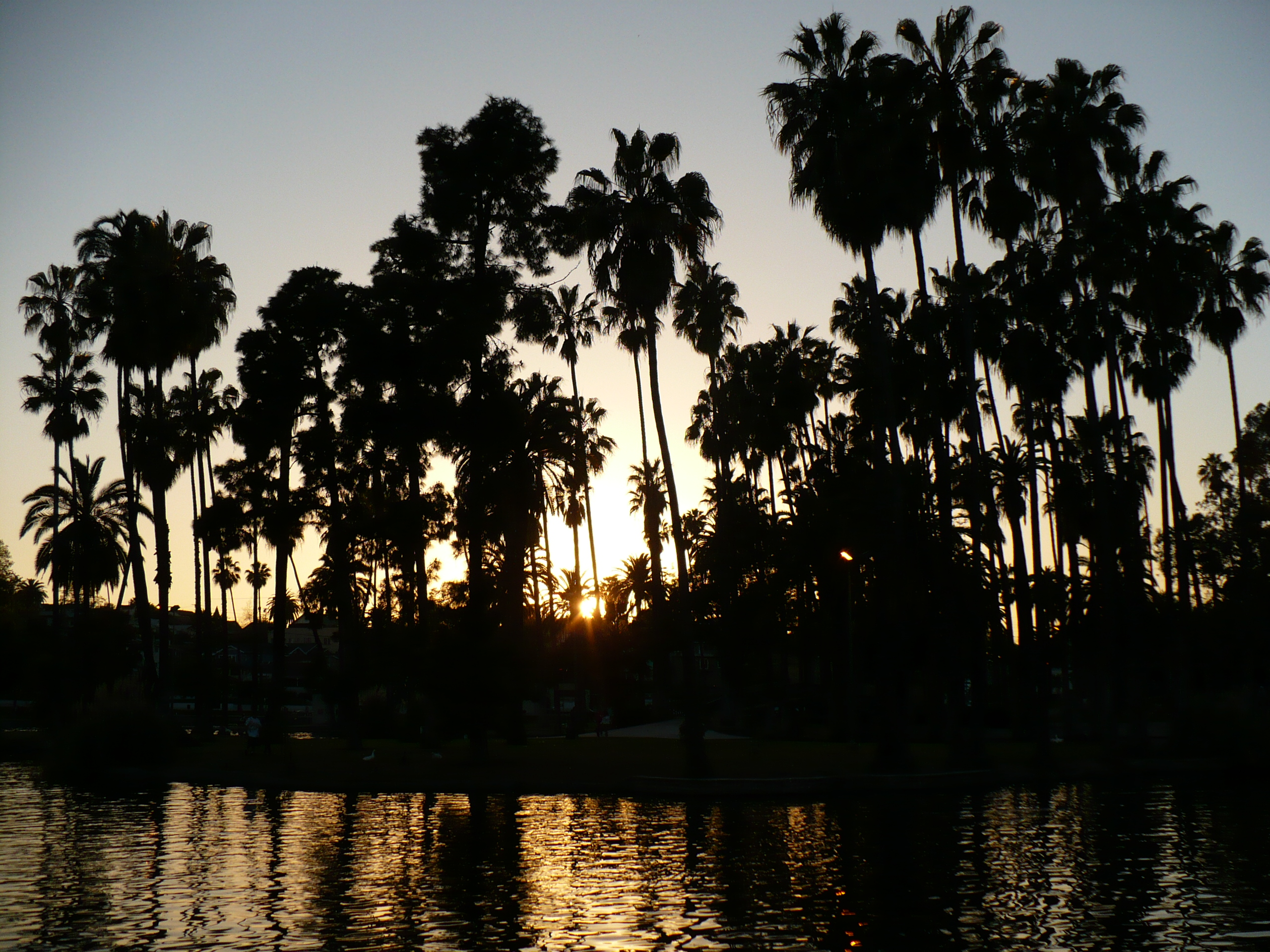
Công viên Echo, Los Angeles, Hoa Kỳ

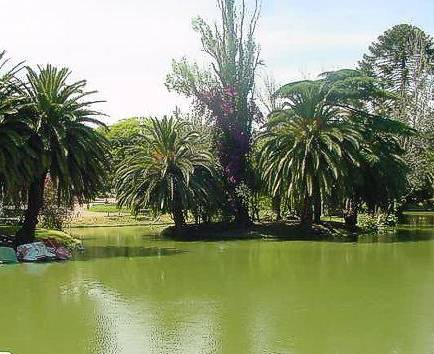
Parque Rodó, Montevideo, Uruguay

- Argentina: Ngoại trừ từ phía bắc đến ven biển tỉnh Chubut bao gồm Buenos Aires, Comodoro Rivadavia3, Mar del Plata1, Mendoza, Rawson3, Rosario, Salta1, và Viedma
- Bermuda4
- Bolivia: Cochabamba1, vùng thấp của La Paz1, Sucre1, Tarija1
- Brazil: Paraná, Rio Grande do Sul, Santa Catarina,  một số nơi của Mato Grosso do Sul và bang São Paulo bao gồm thành phố São Paulo. Khu đô thịTeresópolis, bang Rio de Janeiro1 và vùng cao nguyên của Minas Gerais bao gồm Juiz de Fora.
- Chile: Trên vĩ tuyến 40° nam, bao gồm Antofagasta, Arica, Concepción, Quần đảo Juan Fernández, Santiago, Valdivia2 , và Valparaíso. Ngoại trừ Arica chỉ đạt theo phân loại Trewartha.
- Colombia: Bogotá1, Manizales1, Tunja1
- Costa Rica: Mount Chirripó
- Cộng hòa Dominicana: Constanza1
- Ecuador: Cuenca1, Latacunga1, Quito1
- El Salvador: Ayutepeque1 , Cerro El Pital1
- Guatemala: Antigua Guatemala1, Cobán1, Fraijanes1, Quetzaltenango1
- Haiti: Kenscoff (nằm giữa vùng khí hậu nhiệt đới, theo phân loại Trewartha)
- Honduras: La Esperanza1, Santa Rosa de Copan, Zambrano
- Jamaica: Blue Mountains1
- Mexico: Phần lớn phía bắc (Culiacán và Los Cabos là nhiệt đới) và một số vùng đất cao. Các thành phố chính bao gồm Aguascalientes, Ciudad Juárez, Guadalajara, Hermosillo, León, Matamoros, Mexicali, Mexico1, Monterrey, Puebla1, Querétaro, Reynosa, San Luis Potosí1, Tijuana, và Torreón. Ngoài ra còn có Ciudad Constitución, Ciudad Victoria, Durango, Guanajuato, La Paz, Morelia1, Pachuca1, Saltillo, Tepic, Tlaxcala1, Toluca1, Xalapa1, and Zacatecas1.
- Nicaragua: Mogotón1
- Panama: Cerro Punta1
- Paraguay: các vùng phía nam bao gồm Asunción4 và Ciudad del Este
- Peru: Arequipa1, Cajamarca1, Chachapoyas1, Cusco1, Lima, Trujillo
- Hoa Kỳ: Bờ đông từ phía nam bán đảo Delmarva đến Florida (ngoại trừ vùng nhiệt đới Nam Florida, Everglades, và Florida Keys), vùng duyên hải Vịnh Mexico, một số phần đất liền phía nam, tây nam và bờ tây từ San Diego đến bắc California. Các thành phố: Atlanta;[1] Austin;[2] Baltimore (bán cận nhiệt đới do thuộc vùng đảo nhiệt đô thị);[3] Charlotte;[4] Dallas;[5] Houston;[6] Jacksonville;[7] Las Vegas;[8] Los Angeles (vùng bờ biển theo phân loại Trewartha);[9][10] Memphis;[11] New Orleans;[12] Norfolk;[13] Orlando;[14] Phoenix;[15] Raleigh;[16] San Antonio;[17] San Diego (vùng bờ biển theo phân loại Trewartha);[18] San Francisco1;[19] San Jose1;[20] Tampa.[21]  Ngoài ra còn Alamogordo, New Mexico ; đảo Assateague, Maryland ; Birmingham ; Brookings, Oregon1 ; Caruthersville, Missouri2 ; Charleston, South Carolina ; Chattanooga ; Columbia, South Carolina ; El Paso ; Fort Myers, Florida4 ; Franklin, Kentucky2 ; Greensboro, North Carolina2 ; Greenville Nam Carolina ; Jackson, Mississippi ; Knoxville, Tennessee2 ; Las Cruces, New Mexico ; Lewes, Delaware2 ; Little Rock ; Lubbock, Texas ; Macon, Georgia ; Mobile ; Montgomery ; bãi biển Myrtle ; Nashville2 ; Oklahoma2 ; Pensacola ; Redding, California ; Richmond, Virginia ; Sacramento ; St. George, Utah ; Savannah ; Tucson ; Tulsa2 ; và Wichita Falls, Texas . Vùng cận nhiệt đới ẩm của Nam Hoa Kỳ được tô màu vàng-xanh lá trên bản đồ này:
- Uruguay: Toàn bộ
- Venezuela: Mucuchíes1, Merida

## Châu Âu
^1 Theo phân loại khí hậu Trewartha.

^2 Bán cận nhiệt đới.

^3 Bán cận nhiệt đới, theo phân loại Trewartha.

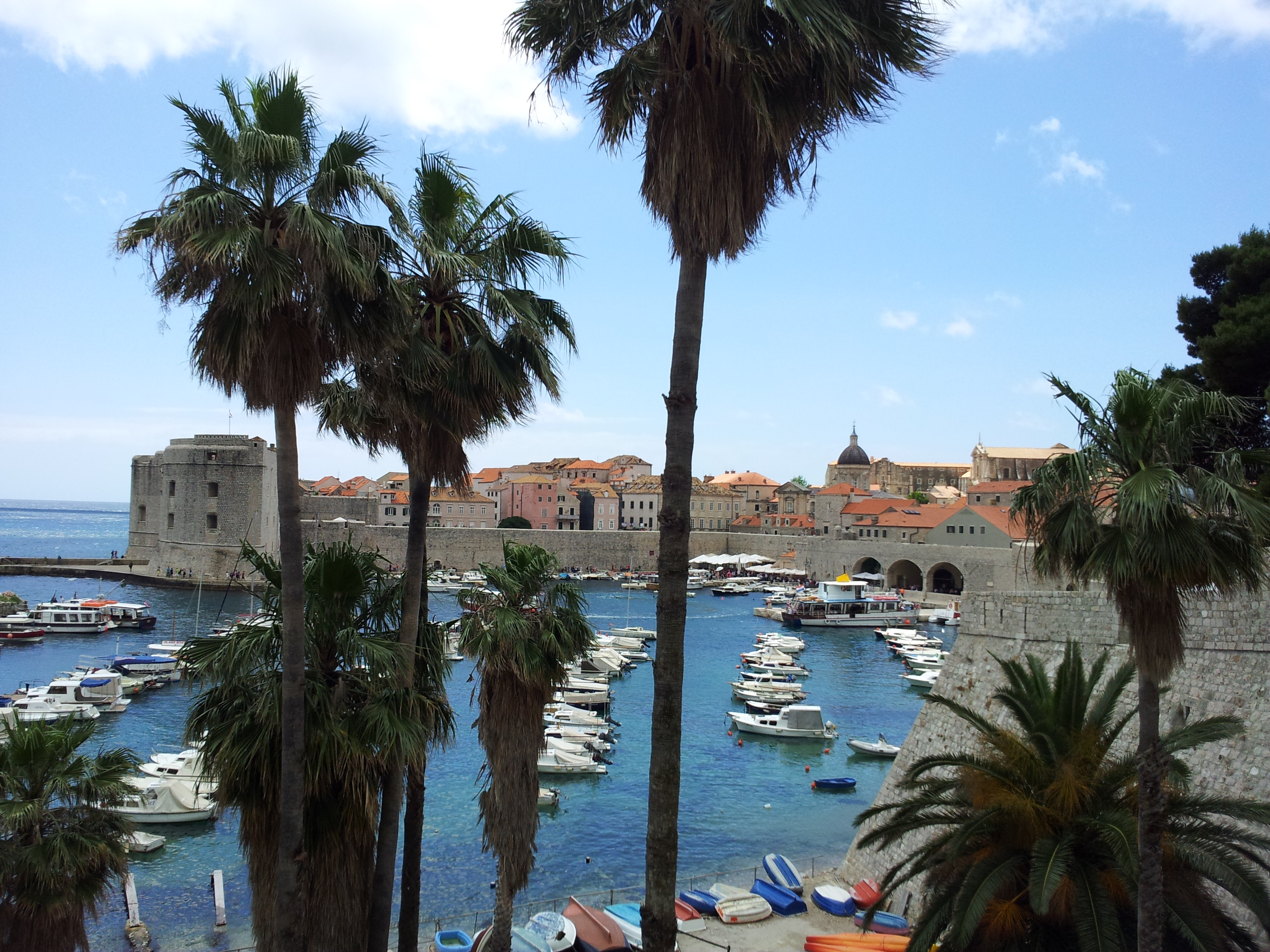
Cảng Dubrovnik, Croatia

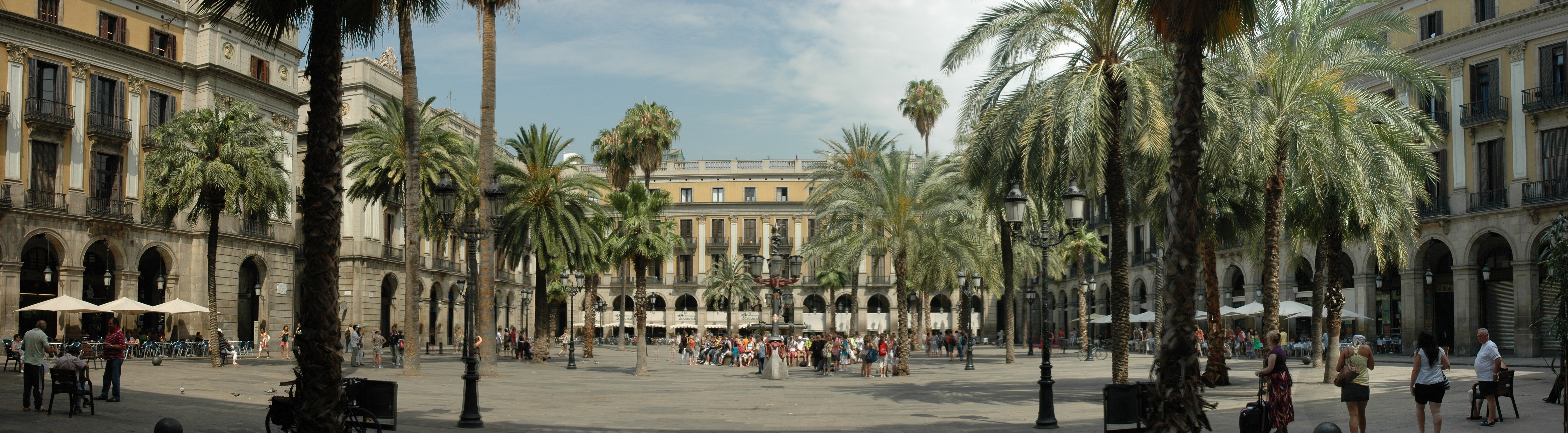
Plaça Reial, Barcelona, Catalunya, Tây Ban Nha

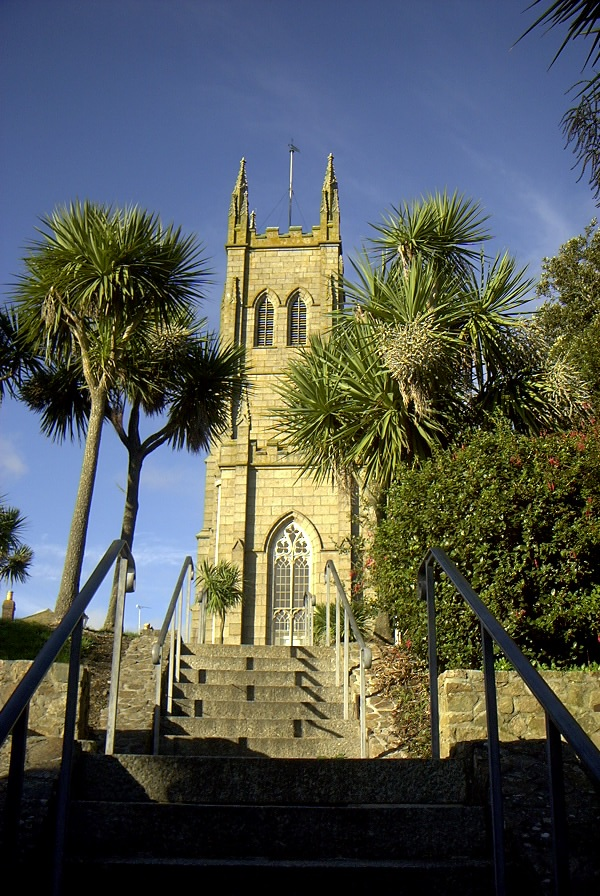
Nhà thờ St Mary's, Penzance, Cornwall, Vương quốc Liên hiệp Anh và Bắc Ireland

- Albania: Elbasan, Shkodër, Tirana, Vlorë
- Dài ven biển Bosnia và Herzegovina: Mostar2
- Croatia: Dubrovnik, Rijeka2 , Split
- France: Ajaccio, Belle Île3, Biarritz1, Bordeaux3, Cannes, Île d'Yeu3, La Rochelle3, Marseille, Montpellier, Narbonne , Nice, Nîmes, Noirmoutier3, Perpignan, Toulon, Ushant3
- Gibraltar
- Hy Lạp: Athens, Corfu, Heraklion, Larissa, Patras, Thessaloniki
- Ý: Bari, Cagliari, Capri , Elba, Florence, Genoa, Naples, Palermo, Rome, Trieste2
- Malta: Birkirkara, Valletta
- Monaco
- Montenegro: Bar, Podgorica
- Bồ Đào Nha: Azores, Braga & Porto1, Coimbra, Faro, Lisbon
- Nga: Sochi và bờ biển Tuapse, vùng Krasnodar Krai
- San Marino (vùng đất thấp là bán cận nhiệt đới)
- Slovenia: Koper2
- Tây Ban Nha: A Coruña1, Almería, Quần đảo Baleares, Barcelona, Bilbao1, Cádiz, Gijón1, Granada, Madrid, Málaga, Murcia, Santander1, Seville, Valencia, Vigo1, Zaragoza
- Vương quốc Liên hiệp Anh và Bắc Ireland: bờ biển Cornwall và Quần đảo Scilly3 , Địa hạt Guernsey3  Lưu trữ ngày 11 tháng 4 năm 2021 tại Wayback Machine
- Thành Vatican

## Châu Đại Dương
^1 Theo phân loại khí hậu Trewartha.

^2 Bán cận nhiệt đới.

^3 Bán cận nhiệt đới, theo phân loại khí hậu Trewartha.

^4 Nằm giữa vùng khí hậu nhiệt đới.

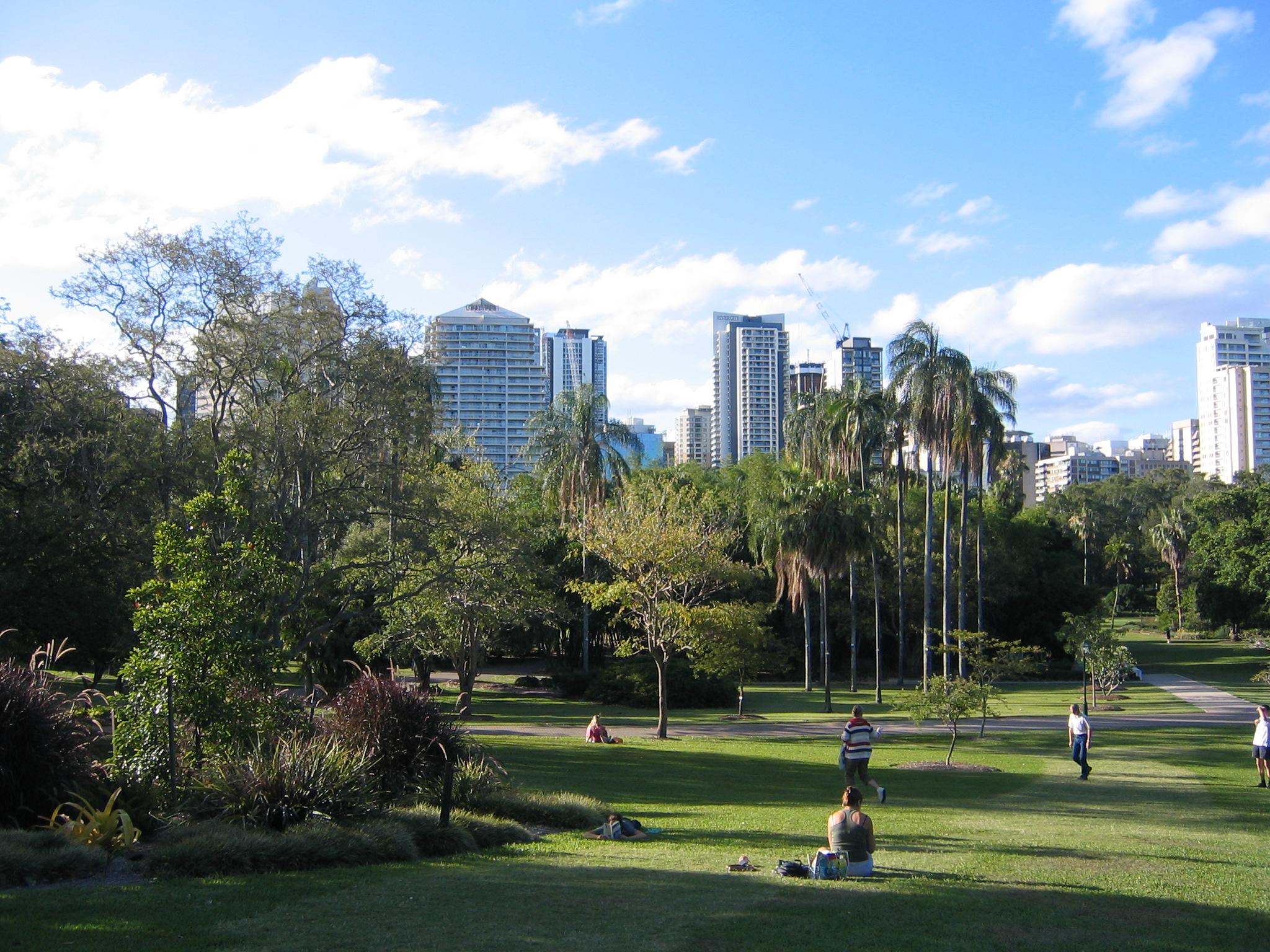
Vườn bách thảo tạiBrisbane, Úc

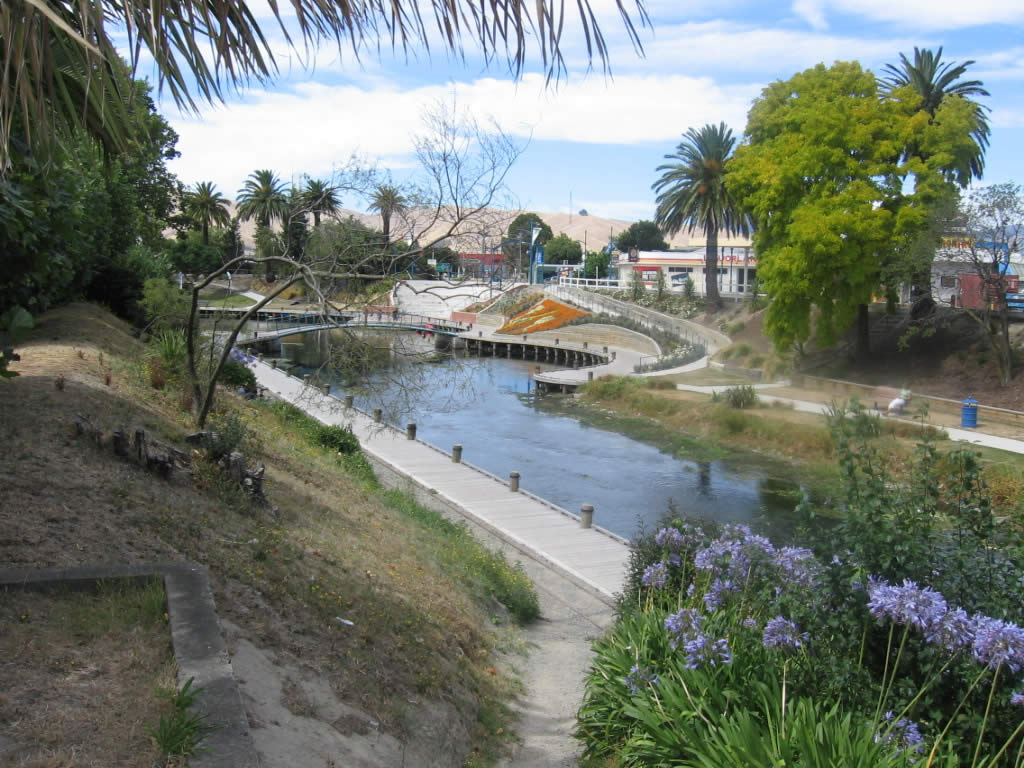
Blenheim, Đảo Nam, New Zealand

- Úc: New South Wales (mặc dù không phải hầu hết vùng Tablelands và Highland), Lãnh thổ Vịnh Jervis, vùng đất thấp của Lãnh thổ Thủ đô Úc (Canberra thuộc bán cận nhiệt đới, theo phân loại Trewartha), một số vùng của Queensland và Tây Úc, phần lớn Nam Úc, Victoria, và Alice Springs thuộc Lãnh thổ Bắc Úc. Các thành phố Sydney, Melbourne1 , Perth, Brisbane, và Adelaide. Ngoài ra còn có Đảo Lord Howe và Đảo Norfolk thuộc Thái Bình Dương; Hobart, Tasmania1 ; Mount Isa  và Rockhampton , Queensland.
- New Zealand1: Phía bắc và vùng bờ biển của Đảo Bắc, bao gồm vùng Auckland, vùng Northland và Vịnh Plenty.[22] Ngoài ra còn Wellington ; Blenheim , Hokitika , Nelson , và Westport  thuộc Đảo Nam; quần đảo Kermadec đến đông bắc Đảo Bắc; và quần đảo Chatham2  đến phía đông Đảo Nam. Theo phân loại khí hậu Köppen, New Zealand có khí hậu đại dương ngoại trừ Kermadecs có khí hậu cận nhiệt đới ẩm.
- Vùng cao nguyên New Guinea bao gồm Wabag, Papua New Guinea1
- Polynesia: Đảo Phục Sinh (nằm giữa vùng khí hậu nhiệt đới); cao nguyên của quần đảo Hawaii; Adamstown, Quần đảo Pitcairn (nằm giữa vùng khí hậu nhiệt đới; Bãi biển Pitcairn beaches là nhiệt đới) ; quần đảo Bissagos, Polynésie thuộc Pháp (nằm giữa vùng khí hậu nhiệt đới)

## Nam Ấn Độ Dương
These Vùng đất phía Nam và châu Nam Cực thuộc Pháp có khí hậu cận nhiệt đới biển theo phân loại Trewartha:
- Đảo Amsterdam
- Đảo Saint-Paul